# ギュンター・ミルケ
ギュンター・ミルケ（Günter Mielke、1942年11月30日 - 2010年1月18日）は、ドイツのベルリン出身の陸上競技選手。長距離走を専門とし、1977年のベルリンマラソンで優勝したほか、2度のオリンピック西ドイツ代表に選ばれている。
1972年はミュンヘンオリンピックでは男子10000mに出場したものの途中棄権となっている。1976年のモントリオールオリンピックではマラソン競技の代表に選ばれたが、完走した60人中54位になっている。
彼のフルマラソン自己ベストは1981年に記録した2時間13分58秒で、41歳でも2時間17分7秒の記録を打ち立てている。2010年1月18日、ニュージーランドのオークランドでジョギング中に亡くなっている。